# 大陆沟瓣
大陆沟瓣（学名：Glyptopetalum continentale）为卫矛科沟瓣属的植物，是中国的特有植物。分布在中国大陆的广西、广东等地，生长于海拔550米的地区，常生长在山地以及石灰岩疏林中，目前尚未由人工引种栽培。